# François Mignard
Pour les articles homonymes, voir Mignard.
François Mignard (né le 23 juillet 1949 à Paris), est un astronome français, 
expert en astrométrie spatiale et en dynamique du système solaire. Il a joué un rôle majeur dans les missions Hipparcos et Gaia de l'Agence spatiale européenne.

## Formation et carrière
Après des études à l'École Normale Supérieure et à l'Université de Paris, François Mignard rejoint le CERGA en 1974, puis intègre le CNRS comme attaché agrégé en 1975. La même année, il soutient sa thèse de 3e cycle sur le mouvement d’un satellite à forte excentricité.
François Mignard est membre actif de plusieurs commissions de l'Union astronomique internationale et président de son groupe de travail sur les normes du système de référence céleste international.

## Contributions majeures
François Mignard a joué un rôle central dans les missions d'astrométrie spatiale de l'Agence Spatiale Européenne, notamment Hipparcos et Gaia.
Pour la mission Gaia, lancée en 2013, il a été responsable du Consortium Européen de traitement des données de 2006 à 2012 et est actuellement membre du Gaia Science Team de l'ESA (European Space Agency), en tant que chercheur principal de la participation française. 

## Distinctions et affiliations
En 2019, il a reçu le prix du Centre National d'Études Spatiales (CNES) en astrophysique et sciences spatiales décerné par l'Académie des sciences.
Il a également présidé le Bureau des longitudes de 2020 à 2023 et est membre de l'Académie de l'air et de l'espace et a été élu membre de l'Académie des sciences en décembre 2023.

## Honneurs
L'astéroïde (12898) Mignard, découvert par des astronomes dans le cadre du programme LONEOS en 1998, a été nommé en son honneur. La citation de nommage officielle a été publiée par le Centre des planètes mineures le 24 juillet 2002 (M.P.C. 46109).